# Гарет
Га́рет (англ. Gareth; [ɡarɛθ]) — валлийское мужское имя с не очень понятным значением.
Впервые было использовано в таком виде в произведении «Смерть Артура» английского писателя Томаса Мэлори, где его носителем является сэр Гарет, брат Гавейна и один из рыцарей Круглого стола. Мэлори основывался на Gahariet — имени, найденном во французских текстах об Артуре; оно может иметь валлийское происхождение, возможно, связанное с именем Geraint или словом gwaredd, означающим «мягкость».
Имя особенно популярно в Уэльсе, и Гэри иногда воспринимают в качестве уменьшительной формы этого имени.

## Известные носители
- Гарет Белоручка
- Аблетт, Гарет Иан (1965—2012) — английский футболист
- Барри, Гарет (род. 1981) — английский футболист
- Бейл, Гарет (род. 1989) — валлийский футболист
- Бьюзи, Уильям Гарет Джейкоб (род. 1944) — американский актёр
- Бьюзи, Уильям Гарет Джейкоб-младший (род. 1971) — американский актёр, сын предыдущего
- Джонс, Гарет (1905—1935) — британский журналист
- Дэвид-Ллойд, Гарет (род. 1981) — валлийский актёр
- Коппэк, Гарет (род. 1980) — валлийский снукерист
- Макклири, Гарет (англ. Garath McCleary; род. 1987) — ямайский футболист
- Маколи, Гарет (род. 1979) — североирландский футболист
- Саутгейт, Гарет (род. 1970) — английский футболист
- Эванс, Гарет (род. 1980) — британский кинорежиссёр, продюсер и сценарист
- Эдвардс, Гарет:[править]  -  Эдвардс, Гарет[англ.] (род. 1947) — валлийский регбист.
  -  Эдвардс, Гарет[англ.] (род. 1973) — английский игрок в крикет, выступавший за Беркшир.
  -  Эдвардс, Гарет[англ.] (род. 1976) — валлийский игрок в крикет.
  -  Эдвардс, Гарет[англ.] (род. 1965) — радио и телевизионный продюсер.
  -  Эдвардс, Гарет (род. 1975) — британский кинематографист, режиссёр.
- Эмери, Гарет (род. 1980) — популярный британский транс-диджей и продюсер